# Solsdorf
Solsdorf ist ein Ortsteil der Stadt Königsee im Landkreis Saalfeld-Rudolstadt in Thüringen.

## Geographie
Solsdorf liegt am Nordrand des Thüringer Waldes in einer Höhe von 370 m über NN.

## Geschichte
Solsdorf wurde um 842/856 urkundlich erstmals erwähnt. Es war ein Zubehör des Klosters Paulinzella. Bis 1918 gehörte der Ort zur Oberherrschaft des Fürstentums Schwarzburg-Rudolstadt.
1923 bewirtschaftete der Pächter Paul Rohmer die im Ort befindliche Domäne, zu diesem Zeitpunkt ein Gutsbetrieb mit 102 Hektar landwirtschaftlicher Nutzfläche. Nach dem Ende des Zweiten Weltkrieges wurde der Besitz enteignet und ging später in eine Landwirtschaftliche Produktionsgenossenschaft (LPG) ein.

## Sehenswürdigkeiten
- Dorfkirche Solsdorf